# Koen Schockaert
Koen Schockaert (13 februari 1978) is een Belgisch voormalig betaald voetballer. Hij speelde in het verleden als aanvaller voor KSC Lokeren en Club Brugge. In 2014 stopte hij met voetballen bij de Antwerpse amateurclub FC Excelsior Kaart. 

## Carrière
In zijn jeugd maakte Koen Schockaert de overstap van Wilskracht Hofstade naar KSC Lokeren. Als zestienjarige debuteerde hij in 1994/95 in het eerste elftal van Lokeren, dat op dat moment in Tweede Klasse speelde. De ploeg kon zich met moeite redden. Daarop werd Roger Lambrecht voorzitter van die club en het seizoen erop werd Lokeren kampioen in Tweede en keerde het terug naar de hoogste afdeling. Schockaert speelde nog twee seizoenen bij Lokeren in de hoogste afdeling. Hij gold als een van de beloften van het Belgische voetbal.
In 1998/99 maakte hij de overstap naar de Belgische topper Club Brugge. Schockaert kwam er echter weinig aan spelen toe. Reeds bij het begin maakte trainer Eric Gerets, die liever Tomasz Radzinski wilde, duidelijk dat Schockaert niet in zijn systeem paste. Ook daarna speelde hij weinig, al scoorde hij 25 keer bij de reserven. In 2000/01 werd hij uitgeleend aan Sint-Truidense VV. In 2001 werd hij onder de Noorse trainer Trond Sollied samen met Jimmy De Wulf enkele maanden uitgeleend aan het Noorse Tromsø IL. Schockaert had een vijfjarig contract bij Brugge, en na deze periode hield hij het er voor het bekeken. Uiteindelijk speelde hij voor Brugge amper twaalf competitiewedstrijden, waarin hij driemaal scoorde. In de Beker van België speelde hij twee keer. Europees speelde Schockaert wel acht wedstrijden, en scoorde er ook eenmaal in 1998 in een Champions League-voorrondewedstrijd tegen Rosenborg BK.
In 2003 trok Schockaert naar Germinal Beerschot. Kort daarna trok hij naar tweedeklasser FC Denderleeuw EH. Hij zei het profbestaan vaarwel, en ging werken in de motorzaak van zijn broer. In 2004 ging hij spelen voor derdeklasser Standaard Wetteren, in 2006/07 speelde hij in Derde voor FCN Sint-Niklaas, het seizoen er op keerde hij terug naar Wetteren. In 2008 ging hij spelen voor Cappellen FC, een overstap die wat contractuele problemen opleverde. In 2009 ging hij spelen voor vierdeklasser SK Berlare.
In de jaren 2010 bleef Schockaert actief als voetballer op amateurniveau. Achtereenvolgens kwam hij nog uit voor Cappellen FC, KVC Jong Lede en FC Excelsior Kaart alvorens in oktober 2014 zijn schoenen definitief op te bergen. 
Na zijn spelerscarrière ging Schockaert aan de slag als sportief manager van Cappellen FC. In 2022 stapte hij over naar Lierse Kempenzonen.